# Смолиньская, Барбара
Барбара Смолиньская — польская художница.
Смолиньская начинала работать в мире музыки и косметических процедур. В 2013 году она начала коллекционировать гиперреалистичных кукол, а позже решила основать компанию по производству гиперреалистичных малышей под названием Reborn Sugar Babies. Эти куклы имеют терапевтический эффект для своих владельцев. Кукол приобретают киностудии, школы подготовки к родам, отделения неотложной помощи, школы медсестёр и коллекционеры кукол. Смолиньская утверждает, что эти куклы помогают пережить выкидыши, а также тревогу, депрессию и проблемы с фертильностью. Цены на этих кукол составляют от сотен до тысяч долларов.
В декабре 2021 года она была включена в список 100 женщин Би-би-си.